# Out of Mind (cortometraje)
Out of Mind es un cortometraje dirigido por el cineasta argentino Nicolás Isasi basado en los poemas de Angela Gentile.Se estrenó en septiembre de 2021 en Reino Unido, aunque no en salas comerciales. El título se traduce como "fuera de quicio" y hace referencia al contexto de la pandemia de COVID-19 en Argentina.

## Sinopsis
La historia remite constantemente a los sueños, la realidad y la repetición de la rutina en imágenes producidas como en el uso de un tiempo no lineal de las secuencias. Un joven (Andy Coast), reflexiona consigo mismo a través de una ventana acerca del momento presente, el pasado y el futuro. El deseo del afuera, la impotencia y los recuerdos del pasado se confunden con la voz en off de un ser en un tiempo fantástico donde el protagonista se observa a sí mismo intentando escapar de una pintura, durante la contemplación de un cuadro.

## Producción
Pensado y diagramado en 2020, el mismo director señala la importancia que para él tenían los sueños, las rutinas, las problemáticas del encierro y de la sociabilización como consecuencias de la pandemia en la vida cotidiana de las personas. La película se rodó en La Plata en 2021 durante el contexto de la pandemia COVID-19, que al momento ya superaba las 100.000 personas fallecidas en Argentina.El equipo artístico cuenta con la presentación animada y musicalizada de Daniel Di Paola y Martín Arias, los silenciosos personajes de la fantasmagórica ciudad reflejados en el mural de Pablo Ramborger y la banda sonora del pianista italiano Matteo Ramon Arevalos.

Out of Mind se estrenó en Inglaterra, y fue proyectado en decenas de festivales internacionales de cine recibiendo numerosos galardones.Está dedicado en memoria de Héctor Arrese Igor. El propio director afirmó: “es un placer enorme saber que esta obra dedicada a mis maestros, la cual habla de los sueños, el encierro, la libertad y la incertidumbre de esta larga pandemia ahora sea proyectada”.La escritora Ángela Gentile, guionista de Out of Mind, comentó sobre el film:
"Nicolás Isasi, un joven y talentoso platense que es director de cine, regisseur de ópera y músico, tuvo la amabilidad de convocarme. Un voto de confianza para mis poemas. Las palabras son increíblemente libres y te permiten recorrerlas para que se encuentren, se adecuen a las imágenes. Un ensamble de sentidos fue el proceso, una libertad absoluta".
Forma parte de la Poetiske Fonotek, una colección permanente internacional de películas de poesía que comenzó en 2020 y ahora cuenta con más de 500 poemas audiovisuales en todos los idiomas en el festival Nature & Culture – International Poetry Film Festival de Copenhague (Dinamarca). El presidente del festival griego de Agrinio realizó la siguiente crítica sobre el film:
“OUT OF MIND es la conversión de un bellísimo poema de Ángela Gentile a una representación visual del cineasta argentino Nicolás Isasi. Aunque la película es argentina tiene un mensaje mundial. La película es una representación de la soledad y el aislamiento del ser humano. Esto viene como un resultado de la estructura de la sociedad actual en todo el mundo. La elección del blanco y negro como estética es muy acertada para la película, ayuda mucho a transmitir los sentimientos de soledad y aislamiento haciendo que la película respire. La elección de la música es acertada, combinada perfectamente con el texto. La voz en off acompaña de una manera hermosa. La actuación de Andy Coast es como debe ser. Mínima y con un sentimiento nostálgico en sus ojos. La película promueve la empatía y el cuidado del prójimo, lo cual es realmente agradable. Los mensajes y películas de este tipo deberían promocionarse más”.
George Louridas, Presidente del Agrinio International Film Festival
Recibió el Premio Mejor Film Experimental por el Indie Online Film Fest y el Bahrain Film Fest, Premio Especial del Jurado a Mejor Actor por el Europe Film Festival y el Bahrain Film Fest, Premio a Mejor Guion y Premio a Mejor Actor por el Sittannavasal International Film Festival, Premio a Mejor Composición Musical por el Tamilnadu International Film Fest, Premio al Mejor Film Fantástico por el Angaelica Film Festival de Pasadena y dos Menciones de Honor en el Bloomington Indiana Film Festival y en el Festival del Cinema di Cefalù. Fue proyectado en salas de Hungría, India, Alemania, Suecia, Portugal, Brasil, Bangladés, Ucrania, Estados Unidos, Italia, Canadá, en la feria de arte Veo Arte en todas pArtes Hybrid Art Fair de Madrid y en la Biennal de Valencia en España.

## Premios
Lista de nominaciones, menciones y premios en festivales internacionales de cine.
| Año  | Categoría               | País                              | País        | Resultado | Festival                                   |
| 2021 | Selección Oficial       | Bandera del Reino Unido           | Reino Unido | Finalista | Lift-Off Global Network                    |
| 2021 | Selección Oficial       | Bandera de Hungría                | Hungría     | Nominado  | Paradise Film Festival                     |
| 2021 | Selección Oficial       | Bandera de la India               | India       | Nominado  | Noble International Film Fest              |
| 2021 | Selección Oficial       | Bandera de España                 | España      | Nominado  | Biennal de València CVO 2021               |
| 2021 | Mejor Actor             | Bandera del Reino Unido           | Reino Unido | Ganador   | Europe Film Festival                       |
| 2021 | Selección Oficial       | Bandera de Alemania               | Alemania    | Nominado  | Knowmad Film Festival                      |
| 2021 | Selección Oficial       | Bandera de Suecia                 | Suecia      | Nominado  | Stockholm City Film Festival               |
| 2022 | Selección Oficial       | Bandera de Emiratos Árabes Unidos | EAU         | Nominado  | Xposure Int. Photography Film Fest         |
| 2022 | Selección Oficial       | Bandera de Canadá                 | Canadá      | Nominado  | Alternative Film Festival                  |
| 2022 | Mención Honorable       | Bandera de Estados Unidos         | EE. UU.     | Ganador   | Bloomington Film Festival                  |
| 2022 | Selección Oficial       | Bandera de la India               | India       | Nominado  | One Earth Awards                           |
| 2022 | Selección Oficial       | Bandera de Estados Unidos         | EE. UU.     | Finalista | IFO - International Film Operations        |
| 2022 | Mención Honorable       | Bandera de Italia                 | Italia      | Ganador   | Festival del Cinema di Cefalù              |
| 2022 | Selección Oficial       | Bandera de Ucrania                | Ucrania     | Nominado  | Kamianets-Podilskyi BRUKIVKA Int Film Fest |
| 2022 | Selección Oficial       | Bandera de la India               | India       | Nominado  | GIFFI (Global Independent Film Festival)   |
| 2022 | Mejor Film Experimental | Bandera del Reino Unido           | Out of Mind | Ganador   | Indie Online Film Festival                 |
| 2022 | Mejor Guion             | Bandera de la India               | India       | Ganador   | Sittannavasal International Film Festival  |
| 2022 | Mejor Actor             | Bandera de la India               | India       | Ganador   | Sittannavasal International Film Festival  |
| 2022 | Selección Oficial       | Bandera de Argentina              | Argentina   | Nominado  | Festival de Cine Inusual                   |
| 2022 | Mejor Actor             | Bandera de Baréin                 | Bahrain     | Ganador   | Bahrain Indie International Film Festival  |
| 2022 | Mejor Film Experimental | Bandera de Baréin                 | Bahrain     | Ganador   | Bahrain Indie International Film Festival  |
| 2022 | Mejor Banda Sonora      | Bandera de la India               | India       | Ganador   | Tamilnadu International Film Fest          |
| 2022 | Selección Oficial       | Bandera de Eslovaquia             | Eslovaquia  | Nominado  | Europe Music Awards                        |
| 2022 | Selección Oficial       | Bandera de Italia                 | Italia      | Nominado  | Rome Prisma Film Awards                    |
| 2022 | Selección Oficial       | Bandera de Argentina              | Argentina   | Nominado  | FESAALP                                    |
| 2022 | Selección Oficial       | Bandera de Dinamarca              | Dinamarca   | Nominado  | International Poetry Film Fest             |
| 2022 | Selección Oficial       | Bandera de Japón                  | Japón       | Nominado  | Cannes Continental - Tokio Edition         |
| 2023 | Selección Oficial       | Bandera de Bangladés              | Bangladés   | Nominado  | Cinemaking International Film Fest         |
| 2023 | Selección Oficial       | Bandera de Portugal               | Portugal    | Nominado  | Bizarrya Short Film Festival               |
| 2023 | Selección Oficial       | Bandera de Portugal               | Portugal    | Finalista | Lisbon Film Rendezvous                     |
| 2023 | Mejor Film Fantástico   | Bandera de Estados Unidos         | EE. UU.     | Ganador   | Angaelica Film Festival                    |
| 2024 | Selección Oficial       | Bandera de Perú                   | Perú        | Finalista | Webseries & Film Festival                  |
| 2024 | Selección Oficial       | Bandera de Canadá                 | Canadá      | Finalista | WideScreen Film & Music Video Festival     |